# 單原子氣體
單原子氣體是物理及化學上的名詞，是指分子只由一個原子組成的氣體，標準狀態下只有稀有气体是穩定的單原子氣體，而所有的化學元素在相當高溫下都是單原子氣體。
單原子氣體的運動只需考慮移動（電子激發在室溫不需考慮），因此在絶熱過程下，單原子氣體的理想熱容比（Cp/Cv）為5/3，和雙原子氣體需考慮旋轉（但室溫不需考慮振動）的情形不同。對於理想的單原子氣體：
定壓的莫耳熱容量（Cp）為5/2 R = 20.8 J K−1 mol−1 (4.97 cal K−1 mol−1);
定容的莫耳熱容量（Cv）為3/2 R = 12.5 J K−1 mol−1 (2.98 cal K−1 mol−1);
其中R為氣體常數。

## 稀有气体
標準狀態下只有稀有气体是穩定的單原子氣體，包括氦、氖、氬、氪、氙、氡。較重的稀有气体可以形成化合物，不過較輕的稀有气体不容易發生反應，例如氦是最簡單的稀有气体，只有二個電子，表示形成一層完整的電子層，因此較不容易反應。
稀有气体和其他同核分子雙原子氣體（像氮氣）合稱為「元素氣體」，以和其他化合物的氣體區分。

## 其他元素
宇宙中氫原子佔了75%的元素質量。
化學家注意到很久以前像一些氣體（像氫氣、氧氣及氯氣）生成時，這些自由基比正常情形更容易反應，此狀態曾被命名為新生態。其活性可以強化一些化學反應，其高反應性的原因是因為當時這些氣體是單原子的自由基。